# Eric Bana
Eric Banadinovich, conegut com a Eric Bana, (Melbourne, 9 d'agost de 1968) és un actor australià de cinema i televisió.
Bana va començar la seva carrera com a còmic. Després d'una dècada de papers ben valorats a la televisió australiana, rep l'atenció de Hollywood i participa a Black Hawk Down (2001), i més tard a la pel·lícula d'Ang Lee, Hulk (2003). Després protagonitza Troia (2004), i Munich (2005).

## Biografia
Bana va néixer a Melbourne, Austràlia. La seva família es traslladà a Califòrnia un any després del seu naixement. Els seus primers gustos musicals van ser grups com Kiss, Deep Purple, Led Zeppelin i Judas Priest. Va començar al grup Suite 19, amb el que va fer algunes actuacions. Va ser llavors quan va conèixer al baixista Nikki Sixx. Poc temps després el guitarrista Mick Mars i el vocalista Vince Neil s'hi van afegir perr a crear el grup Mötley Crüe.

## Carrera
El 2001 el director Ridley Scott el va contractar per a la pel·lícula Black Hawk Down, interpretant un soldat americà. Scott, impressionat per la qualitat de Bana, el recomanà. La pel·lícula va rebre moltes crítiques positives i era el número 1 a la taquilla americana tres setmanes després de l'estrena.
El següent projecte de Bana va ser la comèdia australiana de baix pressupost The Nugget (2002). La pel·lícula retrata l'efecte de la riquesa immediata en tres homes de classe obrera, i va obtenir un gran èxit a Austràlia. Després d'això, l'actor rep una oferta d'Ang Lee, per a ser el protagonista de Hulk, fent de Dr. Banner. Va ser molt aplaudit i es considerà que havia fet el paper amb gran convicció.
El 2004, Bana va rodar Troia de Wolfgang Petersen, amb Brad Pitt i Orlando Bloom, on era el valent príncep Héctor de Troia. La pel·lícula va tenir un gran èxit internacional, guanyant 364 milions de dòlars, però als Estats Units no va ser l'èxit esperat i no va arribar als 133 milions de dòlars.
Eric Bana rodà posteriorment Les germanes Bolena donant vida a Enric VIII, al costat de Natalie Portman i Scarlett Johansson. La següent pel·lícula va ser Star Trek, estrenada el 2009, dirigida per J.J. Abrams, on és el dolent Nero.

## Filmografia
- 1993-1996|96: Full Frontal
- 1996: Eric
- 1997: The Castle
- 1997: The Eric Bana Show
- 2000: Chopper
- 2000: Something in the Air
- 2001: Black Hawk Down
- 2002: The Nugget
- 2003: Hulk
- 2003: Buscant en Nemo
- 2004: Troia
- 2005: Munich
- 2007: Lucky You
- 2007: Romulus, my Father
- 2008: Les germanes Bolena
- 2009: Funny People
- 2009: The Time Traveler's Wife
- 2009: Star Trek
- 2011: Hanna
- 2012: Deadfall
- 2014: Deslliureu-nos del mal